# TNX5.2R
TNX5.2Rとは、田宮模型（現・タミヤ）より発売中の1/8スケールのグローエンジンを動力とするラジコンビッグフット・モデル。発売は2006年12月。先代「TNX」に搭載されていた18クラスエンジンを32クラスにスープアップし、足回りのリファインと高性能スタッドスパイクタイヤを標準装備とするなど、先代TNXと比較してかなりホットな味付けが施されている。完成済みキットとしてのリリースで、キット価格は￥71.190。
- 搭載されるグローエンジンは2サイクル方式、約5.2ccの排気量を持つ「FR-32FX」。1/8サイズの単気筒エンジン搭載モンスタートラックモデルとしては最大の排気量を誇る。エンジン後部にシャフトスターターシステムを設け、これを付属の専用ハンディスターターにより駆動させてエンジンを起動する。

- ガラス繊維強化ポリアミド樹脂製のメインフレームに2.5mm厚ジュラルミン製フラットパンを袈装した複合構造フレームは先代「TNX」そのままであるが、足回りは先代ではオプション設定となっていたボールピボットハブキャリア構造のダブルウィッシュボーン独立懸架に改められ、それに伴いオイルダンパーも専用の大型タイプが奢られている。（標準状態では各輪に1本ずつの4本、オプションでの追加で8本オイルダンパー仕様にすることも可能）

- 先代モデル同様シャーシセンターに配置される遠心カム式の2段変速オートマチックトランスミッションはエンジンの高出力化に伴い1次出力スパーギヤを金属製とするなど、強化が施されている。先代同様センターデフは無くスプール（直結）状態。また、ホイールへ駆動を伝達するシャフトもスチール製ドッグボーンシャフトとなった。

- タイヤは細かい楕円状ブロックピンが無数に配されたファットなミニオーバルスパイクタイヤを装着する。

## メカニズム
- シャシ：2.5mm厚ジュラルミン製フラットデッキ/ガラス繊維強化ポリアミド樹脂製フレーム複合構造
- フロントサスペンション：ボールピボットハブ式ダブルウィッシュボーン独立懸架、オイルダンパー搭載
- リヤサスペンション：ボールピボットハブ式ダブルウィッシュボーン独立懸架、オイルダンパー搭載
- フロントタイヤ/ホイール：中空ラバー、ミニオーバルスパイクパターン、直径×幅148×87mm、1ピース一体成形ホイール
- リアタイヤ/ホイール：中空ラバー、ミニオーバルスパイクパターン、直径×幅148×87mm、1ピース一体成形ホイール
- 駆動方式：フルタイム、シャフト駆動4WD
- モーター：付属FR-32FX　5.2cc2サイクルグローエンジンをシャーシ後方右側に搭載
- デファレンシャルギア：前後とも3ベベルタイプ
- ボディ：ポリカーボネート製モノコック構造
- 乾燥重量：約4700g
- アンテナ：ポリ製パイプ1本
- 販売価格：71190円

## 関連情報
重量4.7kgにも及ぶ車体を爆発的に加速させるほどの暴力的なエンジンを持つにもかかわらず、足回りの剛性に不足があるので、走らせ方によってはオイルダンパーを8本仕様にした方が良いであろう。また、エンジンの大型化から先代TNXに比較してやや重量が増加しており（それでも同クラスのモデルにしては軽い部類に入るが）、その割にサスペンションアーム類が繊細なため、激しい走行を繰り返す場合、補修部品を何個か持っておくと良い。